# Seth Johnson
Seth Art Maurice Johnson (Birmingham, 12 marzo 1979) è un ex calciatore inglese, di ruolo centrocampista.

## Carriera

### Nazionale
Ha partecipato agli Europei Under-21 del 2000. Nel medesimo anno ha anche giocato la sua unica partita in carriera in nazionale maggiore.